# Concepción, Pantepec
Concepción är en ort i Mexiko.   Den ligger i kommunen Pantepec och delstaten Chiapas, i den sydöstra delen av landet, 700 km öster om huvudstaden Mexico City. Concepción ligger 1 585 meter över havet och antalet invånare är 160.
Terrängen runt Concepción är varierad. Runt Concepción är det ganska tätbefolkat, med 104 invånare per kvadratkilometer. Närmaste större samhälle är Pueblo Nuevo Jolistahuacan, 16,2 km öster om Concepción. I omgivningarna runt Concepción växer i huvudsak städsegrön lövskog.